# Paul Geburtig

Paul Geburtig

Friedrich Paul Geburtig (* 18. September 1896 in Fellhammer, Kreis Waldenburg; † 1945/1946, 1950 zum 31. Oktober 1946 für tot erklärt) war ein deutscher Politiker (NSDAP).

## Leben und Wirken
Geburtig besuchte die Volksschule. Anschließend absolvierte er eine Schlosserlehre. Von 1915 bis 1919 nahm er mit dem Reserve-Infanterie-Regiment 23 am Ersten Weltkrieg teil, in dem er mindestens einmal schwer verletzt wurde.
Von 1919 bis 1927 war Geburtig als Schlosser im Bergbau tätig (Grubenschlosser). 1927 wechselte er in den Dienst der Elektrizitätswerke Schlesien, wo er in der Abteilung Waldenburg beschäftigt wurde.
Zum 1. Oktober 1928 trat er der NSDAP bei (Mitgliedsnummer 100.614).
Bei der Reichstagswahl vom Juli 1932 wurde Geburtig in den Reichstag gewählt. In diesem vertrat er den Wahlkreis 7 (Breslau). Nachdem er bei den folgenden drei Reichstagswahlen (im November 1932, März 1933 und November 1933) wiedergewählt wurde, gehörte er dem Reichstag insgesamt knapp 32 Monate lang, bis zum März 1936, an. Bei der Wahl vom März 1936 kandidierte er zwar erneut, erhielt aber kein Mandat mehr.
In Geburtigs Abgeordnetenzeit fielen u. a. die Abstimmung des Parlaments über das Misstrauensvotum gegen die Regierung Papen im September 1932 sowie die Abstimmung über das Ermächtigungsgesetz im März 1933, das unter anderem auch mit seiner Stimme beschlossen wurde.
Im Februar 1933 bat Geburtig bei Hitler um eine Unterredung im Interesse der Wiederinbetriebnahme der 1930 stillgelegten Wenceslaugrube in Mölke bei Neurode.
Im Jahr der „Machtergreifung“ wurde Geburtig zum Abschnittsleiter der NSDAP für die Grafschaft Glatz in Glatz ernannt. Hier war er auch 1935 noch offiziell wohnhaft. Sein weiterer Verbleib ist ungeklärt.
Im Berliner Adressbuch von 1943 ist ein Paul Geburtig mit Wohnsitz in der Liningstraße 42 in Britz und der Berufsbezeichnung "Reichsfach[...]Walter" nachweisbar.
Geburtig ist seit 1945 oder 1946 verschollen. Er wurde durch Entscheidung des Amtsgerichts Berlin-Neukölln vom 18. August 1950 (19 II 507.50) für tot erklärt. Als Todeszeitpunkt wurde amtlich der 31. Oktober 1946 festgelegt. Sein Tod wurde am 15. November 1950 beim Standesamt Berlin I beurkundet.

## Ehe und Familie
Geburtig heiratete am 21. Juni 1924 in Waldenburg Hildegard Alma Kinzel.